# 2024-es európai parlamenti választás
A 2024-es európai parlamenti választást 2024. június 6. és 9. között tartották. Az Európai Parlament 720 tagja 27 ország közel 450 millió európai polgárát képviseli. A szavazást Magyarországon 2024. június 9-én vasárnap tartották.

## Szabályok[2]
Az Európai Unió működéséről szóló szerződés 14. cikkének 3. bekezdése szerint: „Az Európai Parlament tagjait közvetlen és általános választójog alapján, szabad és titkos választásokon, ötéves időtartamra választják” A konkrét lebonyolítás módját a tagországok saját hatáskörükben határozzák meg. Mindössze néhány, az unió összes tagállamára érvényes szabály létezik, ezek közül a legfontosabb, hogy a EP választásnak arányos választásnak kell lennie. Erre a listás választás a legalkalmasabb.
A tagállamok többségében preferenciális szavazást alkalmaznak. Ezen belül is eltérő választási szabályok vannak. Van, ahol egy félig nyitott listára szavaznak, ebben az esetben a választó csak a választáson részt vevő pártok egyetlen általa kiválasztott pártlistán belül szavazhat a listán szereplő egy vagy több jelöltre sorba állítva azokat. A teljesen nyílt listás szavazás esetén a választó különböző listák jelöltjeire is szavazhat.
Más tagállamokban a zárt listás szavazás érvényes. Ebben az esetben a szavazók nem személyekre, hanem csak és kizárólag egy párt listájára szavazhatnak. A listán elfoglalt helyeket a pártvezetés állapítja meg, és ennek megfelelően kerülnek a parlamentbe a képviselők.
Írországban és Máltán az egyszeri átruházható szavazatok módszerét alkalmazzák.
Általában egy-egy ország egy szavazókörzetnek számít, de ez alól is van kivétel. Belgium, Írország, Lengyelország, és Olaszország több szavazókörzetre van felosztva.
Az európai parlamenti választásokra vonatkozó közös szabályok 1976. évi választási okmányának felülbírálatára 2018. június 7-én egy határozattervezetet hagyott jóvá a nagykövetek tanácsa. Ezeknek a módosításoknak a szövegét, miután minden tagállam elkészítette a hivatalos fordítását, az Európai Parlamentnek kellett elfogadnia.
A cél, hogy az uniós választásokon növekedjen az európai polgárok aktivitása mind a részvétel, mind a választások jelentőségének tudatosítása területén. Valamint a választások tisztaságának erősítése, a szabálytalan szavazások megelőzése.
A szavazás érvényességnek alsó küszöbértéke kötelezően 5% a 2024-es választásoktól kezdve.
A tagállamoknak kötelező szankciókat alkalmazni a kettős szavazások kizárására (olyan esetekben, amikor egy uniós polgár egynél több tagállamban szavaz). Ezért kapcsolattartó hatóságokat kell kijelölni, amelyek az olyan polgárokra vonatkozó adatok cseréjéért felelősek, akik az állampolgárságuktól eltérő tagállamban kívánnak szavazni, illetve jelöltként indulni.
Továbbá ösztönzi a módosítás a tagállamokat, hogy tegyék lehetővé az Unión kívüli harmadik országban lakó állampolgáraik számára, hogy szavazhassanak az európai parlamenti választásokon. Ez magyar szempontból fontos módosítás, figyelembe véve a határon túli kettős állampolgársággal rendelkezőket.
Az új szabályzás lehetővé teszi, megfelelő feltételek mellett, az internetes szavazást is, valamint az európai pártcsaládok logóinak használatát a szavazólapokon.

## A parlament összetétele
A Brexit következtében 2020 januárjában a brit delegáció 27 mandátumát szétosztották más országok között (ezeket a helyeket a 2019-ben megválasztott, de mandátumukat addig át nem vevő képviselők foglalták el), a többi 46 mandátumot megszüntették, így a parlamenti képviselők száma megváltozott, 751-ről 705-re csökkent.
2023 júliusában az EU-nagykövetek megállapodtak abban, hogy 705-ről 720-ra emelik a képviselői helyek számát, hogy kompenzálják a tagállamok lakosságszámának változását. Az Európai Parlament és az Európa Tanács megállapodott a helyek számának 2023 szeptemberében 720-ra növeléséről.
A 27 országos választás időpontját négy napon belül határozzák meg, figyelembe véve a nemzeti szavazási szokásokat.
| Ország             | 2007 | 2009 | 2011 Decembeb | 2013 Július | 2014 | 2019 | 2024 |         |
| ------------------ | ---- | ---- | ------------- | ----------- | ---- | ---- | ---- | ------- |
| Németország        | 99   | 99   | 99            | 99          | 96   | 96   | 96   | Állandó |
| Franciaország      | 78   | 72   | 74            | 74          | 74   | 79   | 81   | 2       |
| Egyesült Királyság | 78   | 72   | 73            | 73          | –    | –    | –    |         |
| Olaszország        | 78   | 72   | 73            | 73          | 73   | 76   | 76   | Állandó |
| Spanyolország      | 54   | 50   | 54            | 54          | 54   | 59   | 61   | 2       |
| Lengyelország      | 54   | 50   | 51            | 51          | 51   | 52   | 53   | 1       |
| Románia            | 35   | 33   | 33            | 33          | 32   | 33   | 33   | Állandó |
| Hollandia          | 27   | 25   | 26            | 26          | 26   | 29   | 31   | 2       |
| Belgium            | 24   | 22   | 22            | 22          | 21   | 21   | 22   | 1       |
| Csehország         | 24   | 22   | 22            | 22          | 21   | 21   | 21   | Állandó |
| Görögország        | 24   | 22   | 22            | 22          | 21   | 21   | 21   | Állandó |
| Magyarország       | 24   | 22   | 22            | 22          | 21   | 21   | 21   | Állandó |
| Portugália         | 24   | 22   | 22            | 22          | 21   | 21   | 21   | Állandó |
| Svédország         | 19   | 18   | 20            | 20          | 20   | 21   | 21   | Állandó |
| Ausztria           | 18   | 17   | 19            | 19          | 18   | 19   | 20   | 1       |
| Bulgária           | 18   | 17   | 18            | 18          | 17   | 17   | 17   | Állandó |
| Dánia              | 14   | 13   | 13            | 13          | 13   | 14   | 15   | 1       |
| Finnország         | 14   | 13   | 13            | 13          | 13   | 14   | 15   | 1       |
| Szlovákia          | 14   | 13   | 13            | 13          | 13   | 14   | 15   | 1       |
| Írország           | 13   | 12   | 12            | 12          | 11   | 13   | 14   | 1       |
| Horvátország       | –    | –    | –             | 12          | 11   | 12   | 12   | Állandó |
| Litvánia           | 13   | 12   | 12            | 12          | 11   | 11   | 11   | Állandó |
| Lettország         | 9    | 8    | 9             | 9           | 8    | 8    | 9    | 1       |
| Szlovénia          | 7    | 7    | 8             | 8           | 8    | 8    | 9    | 1       |
| Észtország         | 6    | 6    | 6             | 6           | 6    | 7    | 7    | Állandó |
| Ciprus             | 6    | 6    | 6             | 6           | 6    | 6    | 6    | Állandó |
| Luxemburg          | 6    | 6    | 6             | 6           | 6    | 6    | 6    | Állandó |
| Málta              | 6    | 6    | 6             | 6           | 6    | 6    | 6    | Állandó |
| Teljes             | 785  | 736  | 754           | 766         | 639  | 705  | 720  | 15      |

A parlamenti helyek elosztását a Lisszaboni szerződés 14. cikke határozza meg. E szerint a képviselők létszáma maximum 750 fő lehet, és az uniós polgárok képviselete arányosan csökkenő módon történik. Egyetlen tagállamnak sem lehet több képviselője mint 96, és a legkisebb tagállamnak is minimálisan 6 képviselői helye van.
Az Európai Parlamentben önálló frakció létrehozásához legkevesebb 7 tagállamból 23 parlamenti képviselő szükséges.
|                       |                                                         |                          |                                         |                                         |                                            |                                            |                              |                                                          |                                                          |
| Manfred Weber         | Iratxe García Pérez                                     | Valérie Hayer            | Terry Reintke                           | Philippe Lamberts                       | Ryszard Legutko                            | Raffaele Fitto                             | Marco Zanni                  | Manon Aubry                                              | Martin Schirdewan                                        |
|                       |                                                         |                          |                                         |                                         |                                            |                                            |                              |                                                          |                                                          |
| Európai Néppárt (EPP) | Szocialisták és Demokraták Progresszív Szövetsége (S&D) | Újítsuk meg Európát (RE) | Zöldek/Európai Szabad Szövetség (G/EFA) | Zöldek/Európai Szabad Szövetség (G/EFA) | Európai Konzervatívok és Reformisták (ECR) | Európai Konzervatívok és Reformisták (ECR) | Identitás és Demokrácia (ID) | Egységes Európai Baloldal/Északi Zöld Baloldal (GUE/NGL) | Egységes Európai Baloldal/Északi Zöld Baloldal (GUE/NGL) |

## Pártcsaládok listavezetői
A 2014-es európai parlamenti választások előtt új nem kötelezőérvényű rendszert vezettek be az Európai Bizottság elnökének kiválasztására, e szerint amelyik pártcsoport szerezi meg a legtöbb mandátumot, annak vezető jelöltje lesz a Bizottság elnöke. Ennek eredménye alapján 2014-ben végül a legnagyobb csoport jelöltjét, Jean-Claude Junckert jelölték és választották meg a Bizottság elnökének. Az európai pártok vezetőinek célja a rendszer 2019-ben történő ismételt alkalmazása volt, a pártcsoportok kiválasztották a vezető jelöltjeiket, és televíziós vitát szerveztek a jelöltek között. Azonban a választásokat követően mégis Ursula von der Leyen német védelmi minisztert választották a Bizottság elnökének, aki a választások előtt nem volt jelölt. Manfred Webert, a legtöbb mandátumot szerzett EPP vezető jelöltjét nem jelölték a Bizottság elnökének. Bár a rendszert 2019-ben nem alkalmazták, egyesek a rendszer újjáélesztését szorgalmazták a közelgő választásokon.
Az EPP, PES, EGP, és PEL  bejelentette, hogy 2024-ben fő jelöltet kíván állítani, míg az ECR és az ID ezt elutasította.
| Európai politikai pártok                           | Európai politikai pártok                           | Európai politikai pártok                            | EP-csoport           | Listavezető jelölt                   |
| -------------------------------------------------- | -------------------------------------------------- | --------------------------------------------------- | -------------------- | ------------------------------------ |
|                                                    | EPP                                                | Európai Néppárt                                     | EPP képviselőcsoport | Ursula von der Leyen                 |
|                                                    | PES                                                | Európai Szocialisták Pártja                         | SD                   | Nicolas Schmit                       |
|                                                    | ALDE                                               | Liberálisok és Demokraták Szövetsége Európáért Párt | Megújítás            | Marie-Agnes Strack-Zimmermann        |
|                                                    | EDP                                                | Európai Demokrata Párt                              | Megújítás            | Sandro Gozi                          |
|                                                    | EGP                                                | Európai Zöld Párt                                   | Zöldek/EFA           | Bas Eickhout, Terry Reintke          |
|                                                    | EFA                                                | Európai Szabad Szövetség                            | Zöldek/EFA           | Maylis Roßberg, Raül Romeva          |
|                                                    | ID                                                 | Identitás és Demokrácia Párt                        | ID                   | Nincs listavezető jelölt             |
|                                                    | ECR                                                | Európai Konzervatívok és Reformerek Pártja          | ECR                  | Nincs listavezető jelölt             |
|                                                    | PEL                                                | Az Európai Baloldal Pártja                          | A bal                | Walter Baier                         |
| Az EU által el nem ismert európai politikai pártok | Az EU által el nem ismert európai politikai pártok | Az EU által el nem ismert európai politikai pártok  | EP-csoport           | Listavezető jelölt                   |
|                                                    | PPEU                                               | Európai Kalózpárt                                   | Zöldek/EFA           | Marcel Kolaja, Anja Hirschel         |
|                                                    | Volt                                               | Volt Europa                                         | Zöldek/EFA           | Damian Boeselager, Sophie in 't Veld |

## Előrejelzések
Az európai választásokhoz hagyományosan nem készítenek európai szintű felméréseket. A 2024-es választások utáni várható mandátumelosztásról országos felmérések alapján különböző intézetek készítenek előrejelzést. Az előrejelzések általában a meglévő képviselőcsoportokra vonatkoznak, és még nem veszik figyelembe az esetleges feloszlásokat vagy új képviselőcsoportok megalakulását. Így a 21 magyar képviselő mandátumait, mivel a Fidesz nem tagja egyetlen európai pártcsaládnak sem, csak korlátozottan veszik figyelembe.

## Választási eredmények
Az Európai parlament alakuló ülését megelőzően az egyes európai országok különböző nemzeti pártlistáin megválasztott képviselők, ideológiai elkötelezettségeiknek megfelelően megalakították képviselő csoportjaikat, frakcióikat. Egy frakció megalakításhoz legalább 23 képviselő kell 7 tagországból. Az új parlamentben 8 frakció alakult többé kevésbé határozott ideológiai meggyőződés alapján.
| EPP                                                                                    | Konzervativizmus, Kereszténydemokrácia                  | 188   | +11 |     |
| S&D                                                                                    | Szociáldemokrácia                                       | 136   | −02 |     |
| PfE                                                                                    | Nacionalizmus, Jobboldali populizmus, Euroszkepticizmus | 84    | +35 |     |
| ECR                                                                                    | Nemzeti konzervativizmus                                | 78    | +09 |     |
| Renew EU                                                                               | Liberalizmus, Centrizmus                                | 77    | −24 |     |
| Greens/EFA                                                                             | Zöldpolitika                                            | 53    | −18 |     |
| GUE/NGL                                                                                | Szocializmus, Kommunizmus, Euroszkepticizmus            | 46    | +09 |     |
| ESN                                                                                    | Szuverenitásvédelem, Nacionalizmus, Euroszkepticizmus   | 25    | új  |     |
| Függetlenek                                                                            |                                                         | 33    | −30 |     |
| Summe                                                                                  | Summe                                                   | Summe | 720 | +15 |
| A frakciók létszámának változás a 2019-ben megalakult frakció létszámhoz viszonyitott. |                                                         |       |     |     |